# Síndrome de McCune-Albright
El síndrome de McCune-Albright es una rara enfermedad de origen genético que afecta a los huesos y a la piel, pudiendo además producir cambios hormonales y adelantar la pubertad.

## Epidemiología
Es una enfermedad rara con una prevalencia estimada de entre 1/100.000 y 1/1.000.000.

## Causas
La alteración genética se localiza en el brazo largo del cromosoma 20 (20q13.2), en el gen llamado GNAS1, implicado en la codificación de las llamadas proteínas G, involucradas en el desarrollo de las estructuras músculo-esqueléticas y hormonales. 
La mutación es en mosaicismo, o sea, que la mutación se encuentra al azar en todas o solo en algunas células. Además que no es hereditaria, la mutación se produce al azar en la formación del embrión. Los niños que sufren de esta enfermedad presentan un cuadro de displasia fibrosa, lo que causa malformaciones en los huesos, estas malformaciones pueden llevar a un crecimiento anormal del cráneo, provocando sordera y ceguera, además de problemas de estética (malformaciones en la cara).
El síndrome de McCune-Albright no es hereditario. Ningún progenitor de un niño con el síndrome ha demostrado presentar manifestaciones significativas y distintivas del trastorno. Se prevé que el riesgo para los hermanos sea el mismo que en la población general. No existen casos confirmados de transmisión vertical.

## Cuadro clínico
Se puede identificar el síndrome en un individuo, cuando este presenta los siguientes síntomas: manchas de color café en la piel, pubertad prematura, infertilidad (menarquia en la niñez y desarrollo prematuro de los caracteres secundarios sexuales; esto, sin embargo, es más común en las niñas que en los niños), y, en raras ocasiones, se puede asociar este síndrome a una forma de gigantismo. Es característica una alteración ósea denominada displasia fibrosa poliostótica que incrementa el riesgo de fracturas en estos pacientes.

## Diagnóstico
Se realizan exámenes de sangre para comprobar el nivel de hormonas, generalmente alto, en los individuos con sospecha diagnóstica, junto con radiografías para mostrar la displasia fibrosa, y se puede realizar un examen genético para ver la mutación del gen GNAS1.

## Tratamiento
El tratamiento consiste en controlar los niveles hormonales, ya sea ingiriendo medicamentos o mediante una cirugía de extirpación (en el caso de que se asocie con gigantismo se pueden extraer las glándulas suprarrenales). Generalmente la longevidad no se ve gravemente afectada; sin embargo, las posibles complicaciones (sordera, ceguera, malformaciones faciales) pueden causar un deterioro en la calidad de vida del paciente.